# Joseph Asajiro Satowaki
Joseph Asajiro Satowaki (Shittsu, 1º febbraio 1904 – Nagasaki, 8 agosto 1996) è stato un cardinale e arcivescovo cattolico giapponese.

## Biografia
Nacque a Shittsu il 1º febbraio 1904.
Papa Giovanni Paolo II lo elevò al rango di cardinale nel concistoro del 30 giugno 1979.
Morì l'8 agosto 1996 all'età di 92 anni.

## Genealogia episcopale e successione apostolica
La genealogia episcopale è:
- Cardinale Scipione Rebiba
- Cardinale Giulio Antonio Santori
- Cardinale Girolamo Bernerio, O.P.
- Arcivescovo Galeazzo Sanvitale
- Cardinale Ludovico Ludovisi
- Cardinale Luigi Caetani
- Cardinale Ulderico Carpegna
- Cardinale Paluzzo Paluzzi Altieri degli Albertoni
- Papa Benedetto XIII
- Papa Benedetto XIV
- Papa Clemente XIII
- Cardinale Marcantonio Colonna
- Cardinale Giacinto Sigismondo Gerdil, B.
- Cardinale Giulio Maria della Somaglia
- Cardinale Carlo Odescalchi, S.I.
- Vescovo Eugène de Mazenod, O. M. I.
- Cardinale Joseph Hippolyte Guibert, O. M. I.
- Cardinale François-Marie-Benjamin Richard de la Vergne
- Cardinale Pietro Gasparri
- Cardinale Clemente Micara
- Cardinale Jozef-Ernest Van Roey
- Cardinale Maximilien de Fürstenberg
- Cardinale Joseph Asjiro Satowaki

La successione apostolica è:
- Arcivescovo Francis Xavier Kaname Shimamoto, Ist. del Prado (1980)